# Giardino dei Giusti (Firenze)

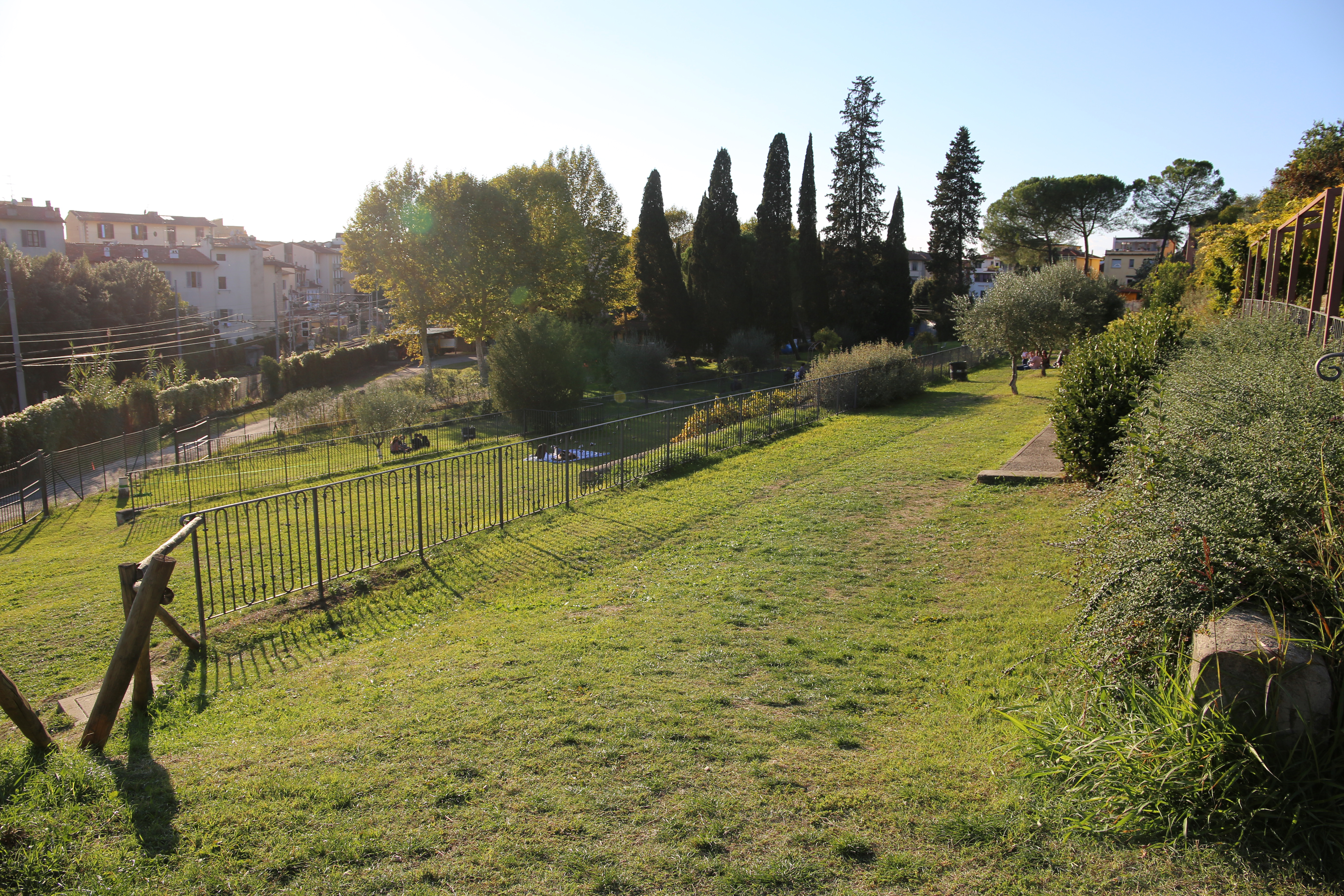
Scorcio

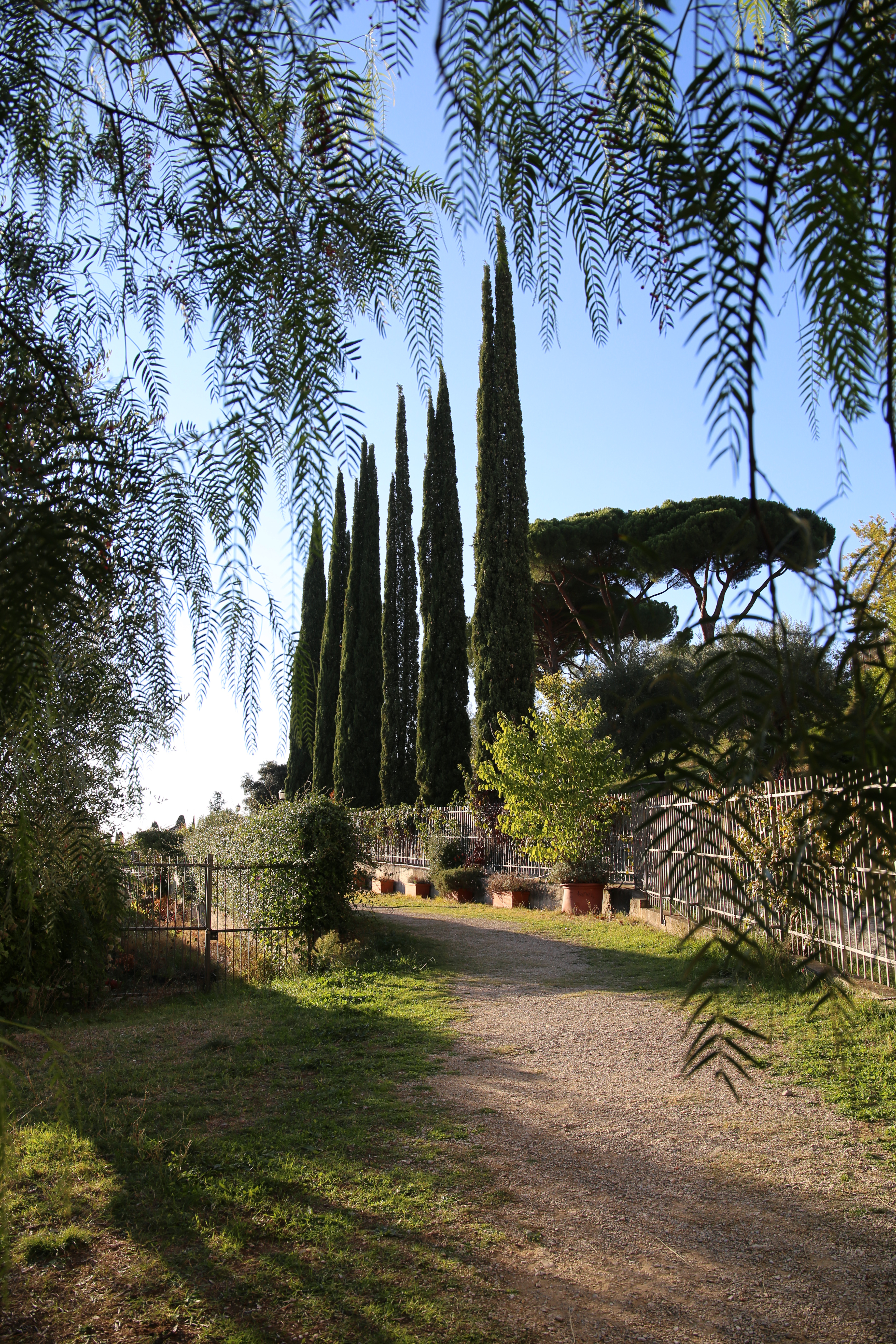
Entrata

Il giardino dei Giusti di Firenze si trova in via Trento a Firenze presso il giardino degli orti del Parnaso. È stato istituito dopo che il consiglio comunale, nella seduta del 7 aprile 2003 aveva invitato il sindaco a istituire anche a Firenze un giardino dei Giusti sulla falsariga di quello esistente a Gerusalemme.

## Descrizione
Il giardino, aperto nel 2007, è locato all'interno del giardino degli orti del Parnaso; è diviso in due parti, la parte più alta è presente un carrubo, l'albero simbolo del giardino dei Giusti di Gerusalemme, nato attorno agli anni '40 e dedicato a Chico Mendes che nel difendere gli indios dell'Amazzonia trovò la morte nel 1988. Oltre al carrubo è stato trapiantato anche un lagerstroemia che risale ai primi anni '60 ed è di provenienza del centro florovivaistico del Comune di Firenze. Questa pianta è dedicata al campione di ciclismo Gino Bartali, che aiutò alcuni ebrei perseguitati in occasione dell'occupazione nazista. 
Nella parte più bassa del giardino è invece stata realizzata la messa a dimora di una molteplice diversità di piante che garantiscono durante tutto l'anno una rotazione di colori, fragranze e forme.